# Steenhommel
De steenhommel (Bombus lapidarius) is een hommel die in Centraal-Europa algemeen voorkomt in natuurlijke en agrarische open landschappen. De soort is ook regelmatig te zien in stadstuinen.  

## Kenmerken
De vrouwtjes zijn op het eind van het achterlijf na bijna helemaal zijdeachtig zwart behaard. Het eind van het achterlijf is helderrood gekleurd. De mannetjes hebben een brede kraag, een lichtgele snuit en vaak een lichtgele band over het borststuk.  

### Vergelijkbare soorten
De steenhommel is goed te onderscheiden van de weidehommel aan de vorm van hun copulatieapparaat. De grashommel lijkt op de steenhommel, maar heeft rode in plaats van zwarte haren aan de achterpoten, is veel zeldzamer en wordt alleen in Zeeland regelmatig gezien. Andere soorten als de Limburgse hommel (Bombus pomorum), de boloog (Bombus confusus) en de waddenhommel (Bombus cullumanus) lijken ook veel op de steenhommel. 

## Leefwijze
De steenhommel heeft een korte tong en is te vinden op vele plantensoorten. Vroeg in het jaar vooral op wilg en klein hoefblad. Later in het jaar vooral op paardenbloem, witte dovenetel, zenegroen, hondsdraf, witte klaver, koolzaad en distel. Het nest zit onder stenen, in muurspleten of in schuren en stallen, maar ze worden ook wel ondergronds aangetroffen. 
Een volgroeide kolonie van de steenhommel bestaat uit zo'n 100 tot 300 werksters. De koningin is 22 tot 26 millimeter lang, de werkster 12 tot 16 millimeter en het mannetje 14 tot 16 millimeter. De nestzoekende koninginnen zijn te zien van midden maart tot eind mei, de werksters van eind april tot eind september en de jonge koninginnen en mannetjes van eind juli tot begin oktober.
Deze soort wordt als enige geparasiteerd door de koekoekshommel Bombus rupestris (Rode koekoekshommel), waarvan de koningin een sterke gelijkenis vertoont met B. lapidarius.

## Externe links

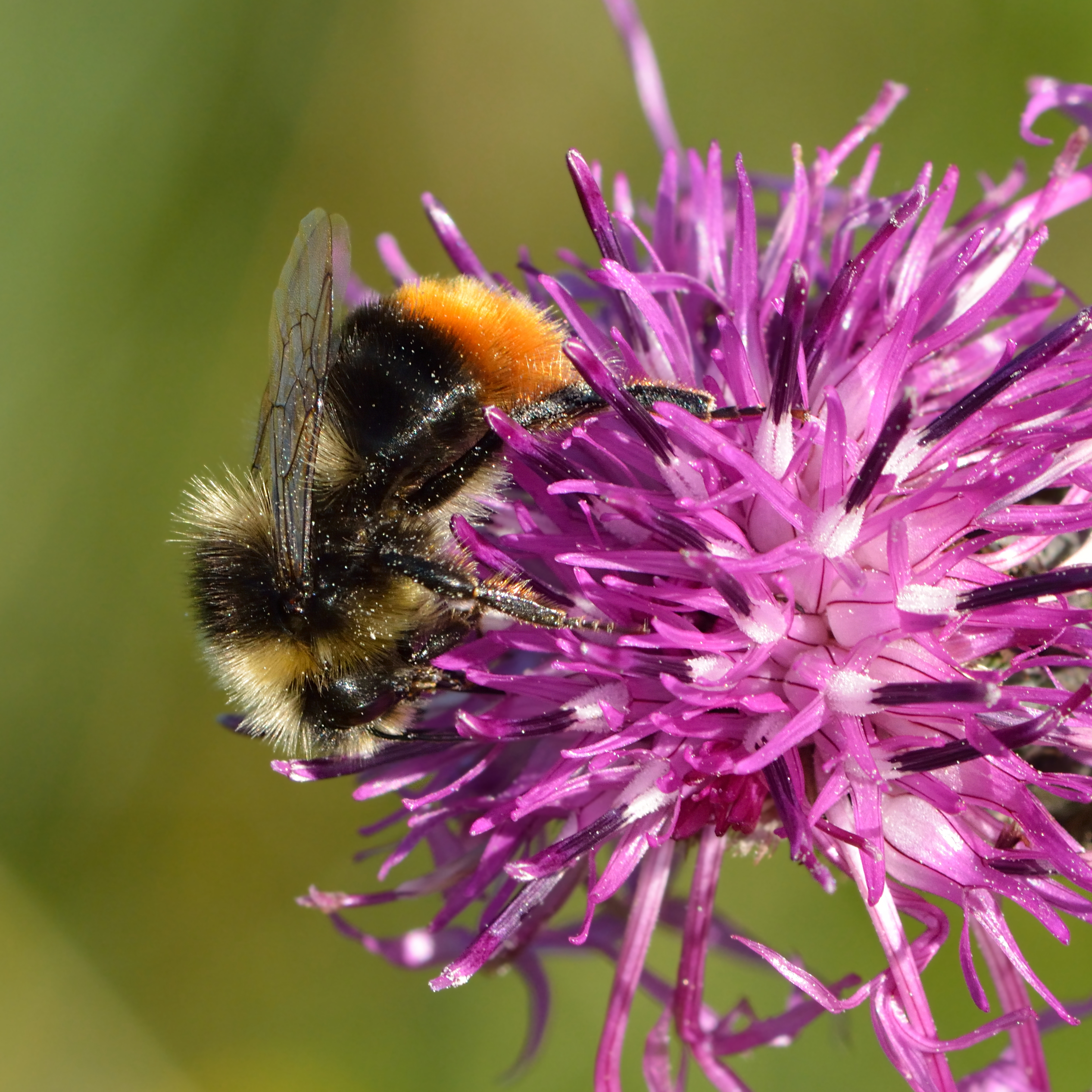
Mannetje van steenhommel op bloeiende grote centaurie